# نات مور
نات مور (بالإنجليزية: Nat Moore)‏ هو لاعب كرة قدم أمريكية أمريكي، ولد في 19 سبتمبر 1951 في تالاهاسي في الولايات المتحدة.

## وصلات خارجية
- نات مور على موقع مرجع كرة القدم المحترفة.كوم (الإنجليزية)
- نات مور على موقع قاعة فلوريدا للمشاهير الرياضية (الإنجليزية)